# ناحیه بوستون، شهرستان واشینگتن، آرکانزاس
ناحیه بوستون (به انگلیسی: Boston Township) یک ناحیه در ایالات متحده آمریکا است که در شهرستان واشینگتن، آرکانزاس واقع شده‌است.

## خصوصیات
ناحیه بوستون ۳۵۷ نفر جمعیت دارد و ۵۴۳ متر بالاتر از سطح دریا واقع شده‌است.